# Élections législatives allemandes de février 1867

Carte des résultats des élections.

Les élections législatives allemandes de février 1867 sont les premières élections du Reichstag de la Confédération de l'Allemagne du Nord. Il doit donner une constitution à la nouvelle confédération. Le premier tour des élections a lieu le 12 février 1867, les ballotages, quand nécessaire, ont eux lieu la semaine suivante. La confédération est divisée en 297 circonscriptions dont 236 en Prusse. La Bavière, le Wurtemberg, le Bade ainsi que le sud du Hesse ne font pas partie de la confédération et ne participent donc pas aux élections. Après que le parlement a voté la constitution, sa mission est achevée et de nouvelles élections ont lieu en août pour élire le parlement ordinaire.

## Résultats
Les partis soutenant le chancelier Otto von Bismarck que sont le parti conservateur libre, le parti national-libéral et la droite en général obtiennent la majorité des mandats. Les opposants de l'Association constitutionnelle fédéraliste reçoivent de nombreux suffrages dans les provinces de Hanovre et du Schleswig-Holstein qui viennent d'être annexées par la Prusse. Le Parti populaire saxon, prédécesseur du futur SPD, voit deux de ses candidats élus.
La documentation sur ces élections étant incomplète, il n'existe pas de résultats détaillés fiables avec le nombre de voix par partis. Le tableau suivant ne détaille donc que le nombre de mandats par parti.
| Famille politique | Parti                                     | Parti | Sièges |
| ----------------- | ----------------------------------------- | ----- | ------ |
| Conservateur      | Conservateur                              |       | 59     |
| Conservateur      | Conservateur libre                        |       | 39     |
| Conservateur      | Autres conservateurs                      |       | 8      |
| Libéraux          | National-libéral                          |       | 80     |
| Libéraux          | Anciens libéraux                          |       | 27     |
| Libéraux          | Union libre (de)                          |       | 14     |
| Libéraux          | Progressiste                              |       | 19     |
| Libéraux          | Autres libéraux                           |       | 11     |
|                   | Association constitutionnelle fédéraliste |       | 18     |
| Partis ouvriers   | Parti populaire saxon                     |       | 2      |
| Minorités         | Polonais                                  |       | 13     |
| Minorités         | Danois                                    |       | 2      |
| Divers            | Divers                                    |       | 5      |
| Total             | Total                                     | Total | 297    |